# Andrew E. Lee

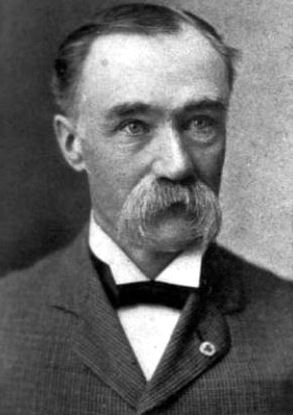
Andrew E. Lee.

Andrew Ericson Lee, född 18 mars 1847 nära Bergen, Norge, död 19 mars 1934 i Vermillion, South Dakota, var en norsk-amerikansk politiker. Han var den tredje guvernören i delstaten South Dakota 1897-1901. Han är hittills den enda guvernören i South Dakotas historia som varken var medlem i republikanerna eller i demokraterna under sin tid som guvernör. Lee var populist men blev demokrat efter sin tid som guvernör i samband med att Populistpartiets verksamhet upphörde.
Lee kom till USA fyra år gammal. Familjen bosatte sig först i Wisconsin. Han flyttade 1867 till Dakotaterritoriet. Han gifte sig 1872 med Annie Chappell. Paret fick ett barn.
I 1896 års guvernörsval i South Dakota besegrade han som Populistpartiets kandidat knappt en annan norskamerikan, republikanen A.O. Ringsrud. Lee omvaldes två år senare. Han efterträddes som guvernör av Charles N. Herreid.
Lee ställde upp i 1908 års guvernörsval i South Dakota som demokraternas kandidat men förlorade mot republikanen Robert S. Vessey.
Lees systerson Carl Gunderson var guvernör i South Dakota 1925-1927. Lees grav finns på Bluff View Cemetery i Vermillion, South Dakota.